# Van Cleef & Arpels

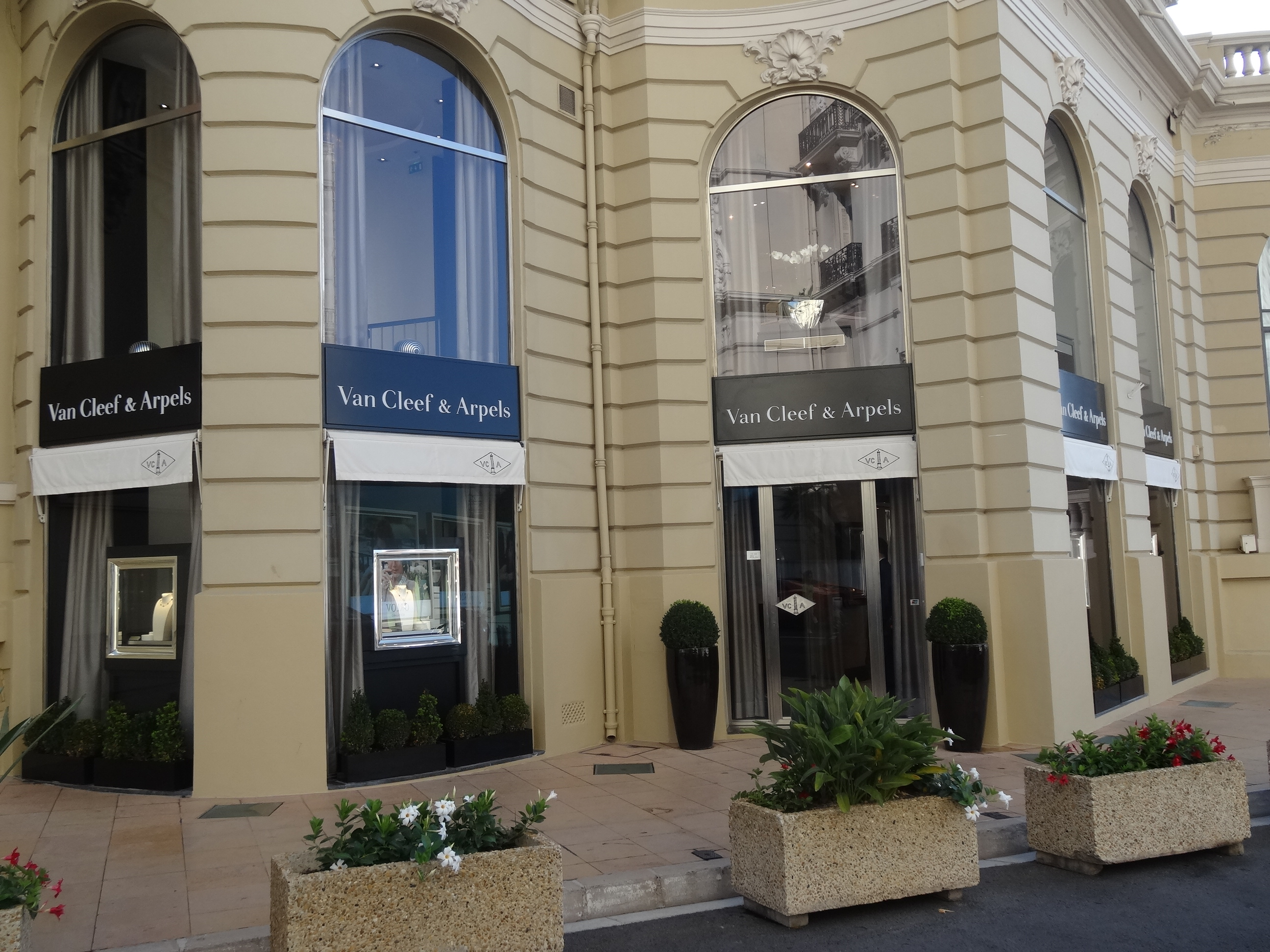
Бутик в будівлі Casino Monte-Carlo, Монако

Van Cleef & Arpels — це французька ювелірна, годинникова та парфумерна компанія. Була заснована в 1896 році Альфредом Ван Кліфом та його дядьком Саломоном Арпельсом у Парижі. Їх вироби часто відрізняються наявністю квітів, тварин та фей, їх носили такі ікони стилю, як Фарах Пехлеві, герцогиня Віндзора, Грейс Келлі, Елізабет Тейлор та Ева Перон.

## Історія
Альфред Ван Кліф та його тесть Саломон Арпельс заснували компанію у 1896 році. 1906 року, після смерті Арпельса, Альфред і два його зяті, Чарльз і Жюльєн, придбали простір для Ван Кліф та Арпельс на Вандомській площі, 22 , напроти готелю «Ріц» у Парижі, де Van Cleef & Arpels відкрив свій перший бутик-магазин. Третій брат Арпель, Луї, незабаром приєднався до компанії.
Van Cleef & Arpels відкрили бутики на таких курортах, як Довіль, Віші, Ле-Туке, Ніцца та Монте-Карло. У 1925 році на Міжнародній експозиції сучасного промислового та декоративного мистецтва виграв найвищий приз грандіозний браслет Van Cleef & Arpels з червоними і білими трояндами, виготовленими з рубінів та діамантів.
Дочка Альфреда та Естер, Рене (при народженні Рашель) Пуассан, взяла на себе художнє керівництво компанії в 1926 році. Пуассан тісно співпрацював з проєктиром Рене Сем Лаказе протягом наступних двадцяти років. Van Cleef & Arpels були першими французькими ювелірами, які відкрили бутики в Японії та Китаї. Компанія Compagnie Financière Richemont S.A придбала фірму в 1999 році.
У 1966 році Ван Клефу та Арпельсу було доручено виконати корону імператриці Фараха Пахлеві на її майбутню коронацію в 1967 році. Команду було направлено до Ірану для вибору головних каменів, які використовуватимуться для корони. Після 11 місяців роботи компанія подарувала імператриці корону із смарагдового оксамиту із 36 смарагдами, 36 рубінами, 105 перлинами та 1 469 діамантами.